# Adolfína Tačová
Adolfína Tačová   (Petřkovice, 19 d'abril de 1939), de casada Tkačíková, és una gimnasta artística txeca, ja retirada, que va competir sota bandera txecoslovaca durant les dècades de 1950 i 1960.
El 1960 va prendre part en els Jocs Olímpics d'Estiu de Roma, on disputà les sis proves del programa de gimnàstica. Guanyà la medalla de plata en el concurs complet equips. També destaca la quarta posició en la prova del cavall amb arcs, mentre en les altres proves finalitzà en posicions més endarrerides. Quatre anys més tard, als Jocs de Tòquio, revalidà la medalla de plata en la mateixa competició.
En el seu palmarès també destaquen dues medalles de plata al Campionat del Món de gimnàstica artística, el 1958 i 1962, així com tres campionats txecoslovacs.